# Fregolia listropteroides
Fregolia listropteroides là một loài bọ cánh cứng trong họ Cerambycidae.